# 레슬리 A. 화이트

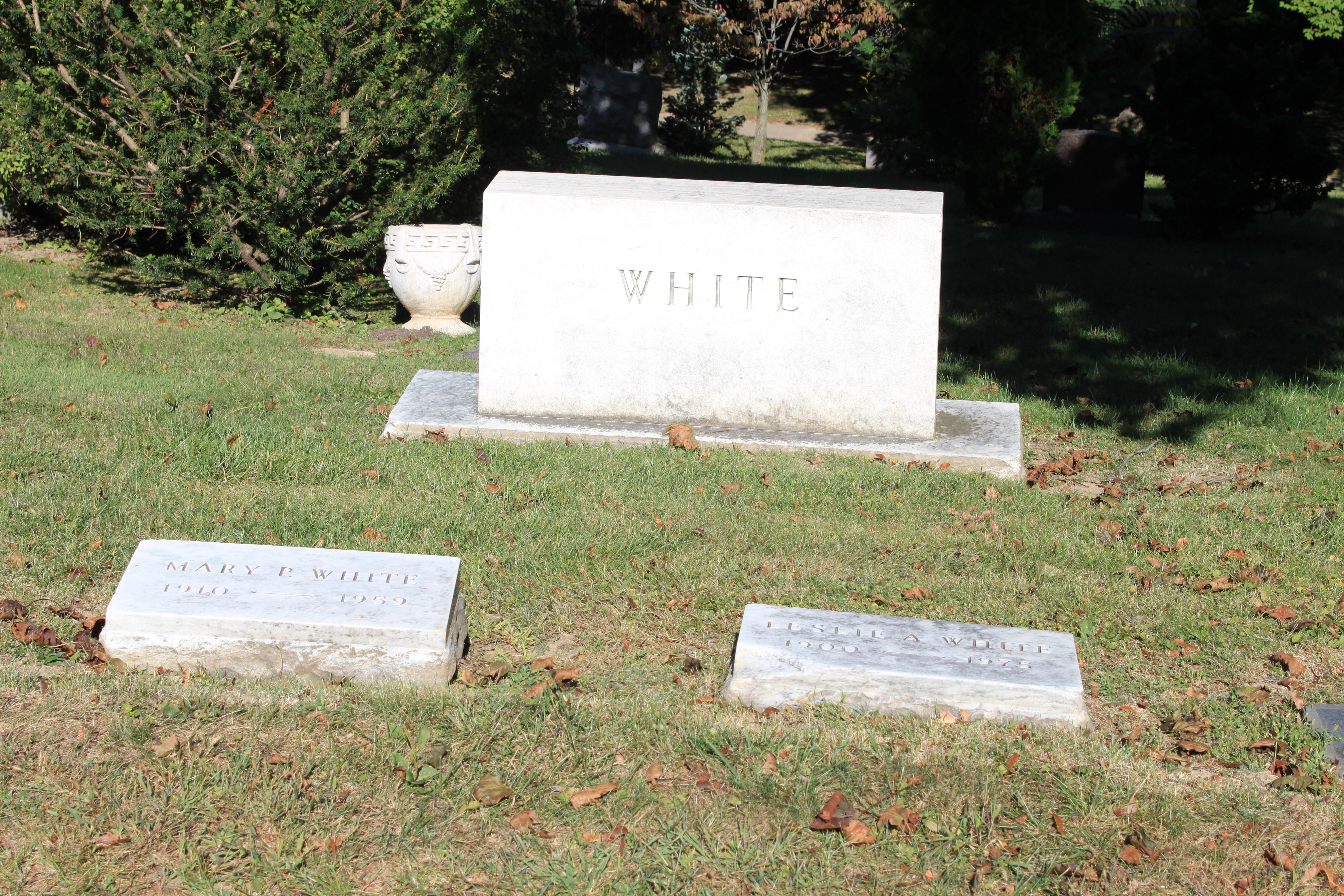
레슬리 화이트의 묘.

레슬리 앨빈 하이트(Leslie Alvin White, 1900년 1월 9일-1975년 3월 31일)는 문화 진화론, 사회 진화론 특별히 신 진화론주의로 유명해진 미국의 인류학자이다. 미국 미시간 대학교에서 인류학 학과를 창설하는데 역할을 하였다. 1964년 미국 인류학회 회장을 역임하였다.

## 이론
20세기 초중반까지 미국인류학계는 역사적 특수주의가 지배하고 있었다. 프란츠 보아스에 의해 정립된 역사적 특수주의는 19세기 진화론의 한계를 극복하는 것에는 일정하게 성공했을지 모르지만, 인류학사에서 한동안 거대이론을 거세하는 문제점을 드러냈다. 역사적 특수주의의 강세는 또한 경제적 토대를 중시하는 ‘유물론적 사고’의 쇠퇴를 의미하는 것이기도 했다. 이러한 인류학의 지배적인 흐름 속에서 레슬리 화이트는 과감하게 유물론적 사고와 진화론을 복원하고자 했다.
화이트의 이론은 ‘문화진화론’과 ‘문화과학’으로 나눌 수 있는데, 화이트의 이론을 이해하기 위해서는 먼저 화이트의 ‘기능주의적 관점’에 대해서 이해해야 한다. 말리노프스키와 마찬가지로 화이트는 문화가 사회체계에서 기능적인 속성을 가지고 있다고 생각했다. 그러나 말리노프스키가 문화가 ‘개인의 욕구’를 충족시키는 기능을 가지고 있다고 생각했던 것에 반해, 화이트는 문화가 ‘종의 욕구’를 충족시키는 기능을 가지고 있다고 가정했다. 이것은 화이트가 말리노프스키에 비해 더욱 보편적이고 일반적인 문화의 발달과정에 관심이 있었다는 것을 알려준다. 때문에 화이트의 이론을 ‘보편진화론’이라고도 한다.
문화진화론에서 화이트는 문화가 기술체계, 사회체계, 관념체계 등 세 가지 하위 체계로 구성되어 있다고 주장한다. 기술체계는 인간이 자연재화를 가공하는 테크닉을 말하며 사회적 체계는 인간의 사회적 관계를, 관념체계는 인간이 가지고 있는 사고, 신념, 지식 등을 의미한다. 화이트는 기본적으로 인류의 역사가 인간이 ‘에너지’를 다룰 수 있는 기술력의 수준에 의해서 진화되었다고 생각한다. 인간은 자신의 생존을 위해 끊임없이 자연을 개조하고 적으로부터 방어를 해야만 했는데, 이때 필요한 핵심적인 기술이 바로 에너지를 다루는 기술이다. 화이트는 세 가지 체계 중에서 기술체계가 문화를 발달시키는 데에 ‘결정적’이라고 생각했다. 즉, 기술력이 발달하면서 인구가 늘고, 인구가 느니까 이를 관리하고 판단할 사회체계와 관념체계가 생길 수밖에 없었다는 것이다. 그렇다고 관념체계나 사회체계가 기술체계에 전혀 영향을 미치지 않는 것은 아니다. 다만 ‘한정적’이다. 화이트의 이러한 이론은, 미국의 사회정치적인 상황 때문에 모건의 이론을 빌어서 얘기했지만 마르크스의 이론적 틀과 매우 유사하다. 마르크스는 사회적, 관념적 체계를 의미하는 상부구조를 생산력과 생산관계, 즉 하부토대가 규정한다고 보았다. 화이트는 하부토대의 자리에 기술력, 더욱 정확하게 말하자면 ‘에너지를 다루는 기술력’으로 대체했던 것이다.
화이트 이론의 또 한 자리를 차지하는 게 ‘문화과학’이다. 문화과학 이론의 핵심적인 내용은 세 가지로 정리할 수 있다. 첫째, 문화는 과학이다. 둘째, 문화는 특수한 것이 아니라 보편적인 것이다. 셋째, 문화는 개인의 의지, 또는 다른 어떠한 요인에 의해서 영향을 받지 않는 독립적이고 결정적인 요소라는 것이다. 이것은 문화가 ‘초생물학적인 위치’를 차지하고 있다는 말이다. 화이트의 말을 빌자면 문화는 “인간에 의해서만 생산되고 지속되기 때문에 인간의 생물학적 구조에 기반을 두지만, 일단 생기고 나면 마치 비생물적인 존재처럼 독립적으로 행위하며 인간에 관여”한다. 화이트 이론의 유물론적인 핵심을 잘 보여주는 말이다. 하지만 이것은 마르크스의 이론이 비판받는 것과 마찬가지로, 화이트 이론이 가지고 있는 결정론적이고 환원론적인 한계를 보여주는 말이기도 하다. 과연 문화가 사회적 체계나 관념적 체계와 ‘완전하게’ 독립되어 존재할 수 있는 것인지 의문이 생기는 것이다. 수많은 민족지적 사례들은 생산력, 혹은 기술력과 아무런 관계가 없는 듯 보이는 문화적 행위들이 사실은 사회구조를 유지하는 데 중요한 역할을 하고 있다는 것을 보여주었다.
결론적으로 화이트의 이론은 결정론적인 한계가 있기는 하지만 거시적이면서 통시적인 연구를 할 때, 매우 유효한 이론이다. 그의 이론은 줄리안 스튜어드(Julian Steward)의 다선진화론, 마빈 해리스(Marvin Harris)의 문화유물론 등으로 이어져 신진화론 이론의 뿌리가 되었다.

## 출판물
- Ethnological Essays: Selected Essays of Leslie A. White. University of New Mexico Press. 1987.
- The Science of Culture: A study of man and civilization. Farrar, Straus and Giroux, 1949.
- The Pueblo of Santa Ana, New Mexico. American Anthropological Association Memoir 60, 1949.
- The Evolution of Culture: The Development of Civilization to the Fall of Rome. 1959
- The Pueblo of Santo Domingo. American Anthropological Association Memoir 60, 1935.
- The Pueblo of San Felipe. American Anthropological Association Memoir No. 38, 1938.
- The Acoma Indians. Bureau of American Ethnology, 47th annual report, pp. 1–192. Smithsonian Institution, 1932.

## 참고 문헌
<인류학의 역사와 이론>, 앨런 바너드(김우영 역), 한길사, 2003
<인류학의 거장들>, 제리 무어(김우영 역), 한길사, 2002
- Leslie A. White: Evolution and Revolution in Anthropology by William Peace. University of Nebraska Press, 2004 (the definitive biography of White).
- Richard Beardsley. An appraisal of Leslie A. White's scholarly influence. American Anthropologist 78:617-620, 1976.
- Jerry D. Moore. Leslie White: Evolution Emergent. Chapter 13 of Visions of Culture. pp. 169–180. AltaMira, 1997.
- Moses, Daniel Noah (2009). 《The Promise of Progress: The Life and Work of Lewis Henry Morgan》. Columbia: University of Missouri Press.
- Elman Service. Leslie Alvin White, 1900-1975. American Anthropologist 78:612-617, 1976.
- The Leslie White Papers - Finding guide and information about Leslie White's papers at the Bentley Historical library.